# Ginástica aeróbica

Pictograma da modalidade

A Ginástica aeróbica pode ter vários tipos como a step, espetacular, jump e outras, em sentido amplo, é uma combinação de ginástica clássica com dança. É um treinamento dinâmico com movimentos rítmicos flanqueado com música motivadora. Os elementos principais da ginástica aeróbica são coordenação motora e fitness.
Esta modalidade não pertence ao calendário olímpico, como as modalidades artística, de trampolim e rítmica. Porém, já possui campeonatos realizados pela FIG a nível internacional. Essa modalidade requer do ginasta um elevado nível de força, agilidade, flexibilidade e coordenação.

## Definição

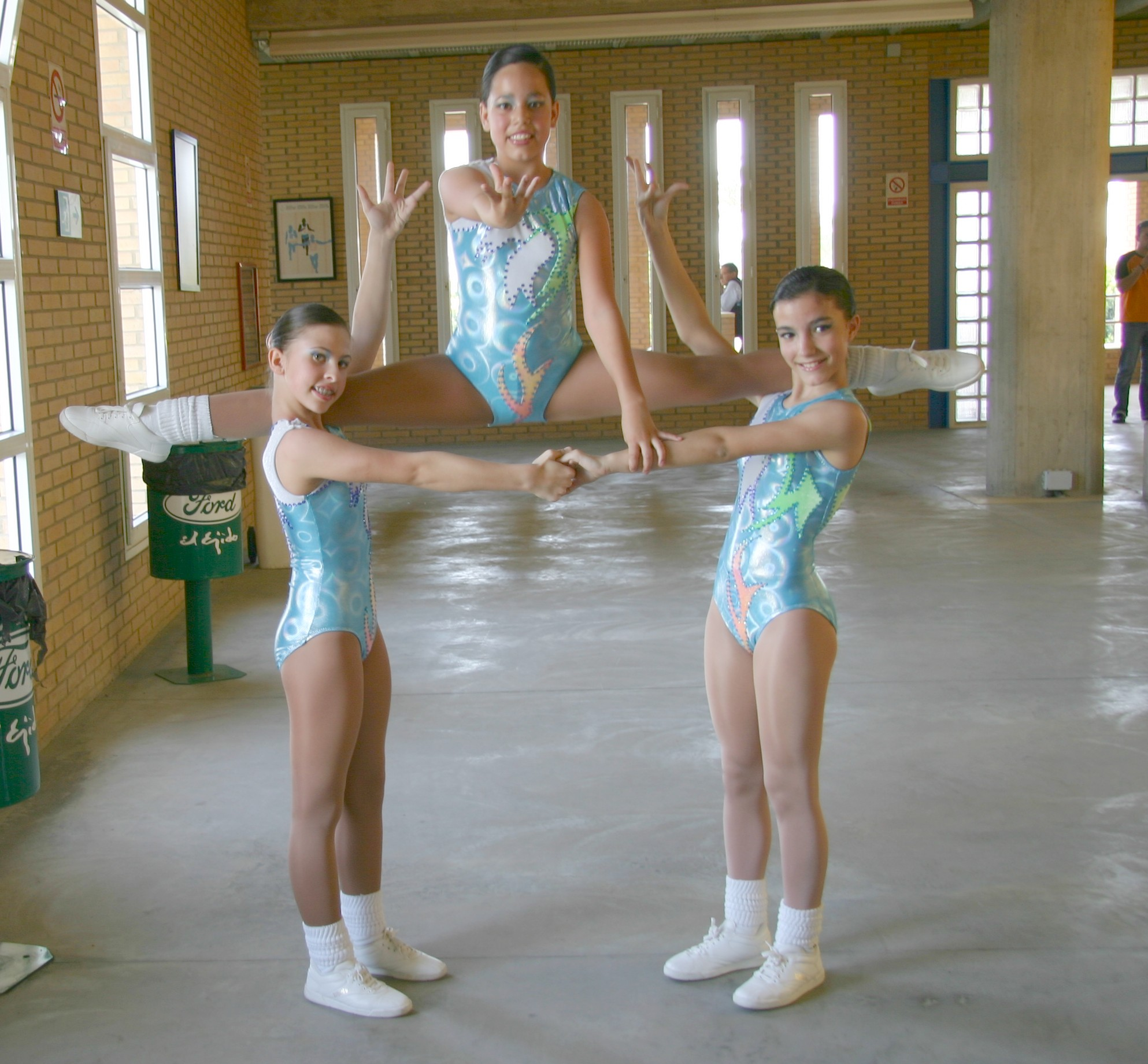
Atletas de ginástica aeróbica (d)esportiva (GAE/GAD)

Em sentido estrito, chama-se ginástica aeróbica as atividades físicas caracterizadas por movimentos rítmicos e intensos com elevado gasto calórico pois, exige bastante da pessoa e gera impacto sobre as articulações, deixando a pessoa mais saudável a partir do momento em que ela começa a se exercitar e criar movimentos, estes causadores de esforço físico que pode ser suprido pela oxigenação normal da respiração, quase sempre acompanhados de música, e que produzem um aumento metabólico e uso de substratos benéficos ao organismo.
Ginástica aeróbica pode ser qualquer atividade física caracterizada pela prática de exercícios isotônicos, ou seja, esforços musculares em que existe a manutenção da tonicidade muscular, com modificação do comprimento e volume da mesma medida do tempo. Geralmente são exercícios em que não há uma exaustão por acúmulo excessivo de ácido láctico, onde o consumo de oxigênio pelo músculo é proporcional, e que por conseguinte o ganho anabólico é menor quando comparado com os exercícios anaeróbios.
Na década de 1990, esta disciplina foi uma "febre da moda" nas academias, pois ajuda muito a emagrecer e  favorece a redução de percentual de gordura e produzem corpos esculpidos.

## Características gerais

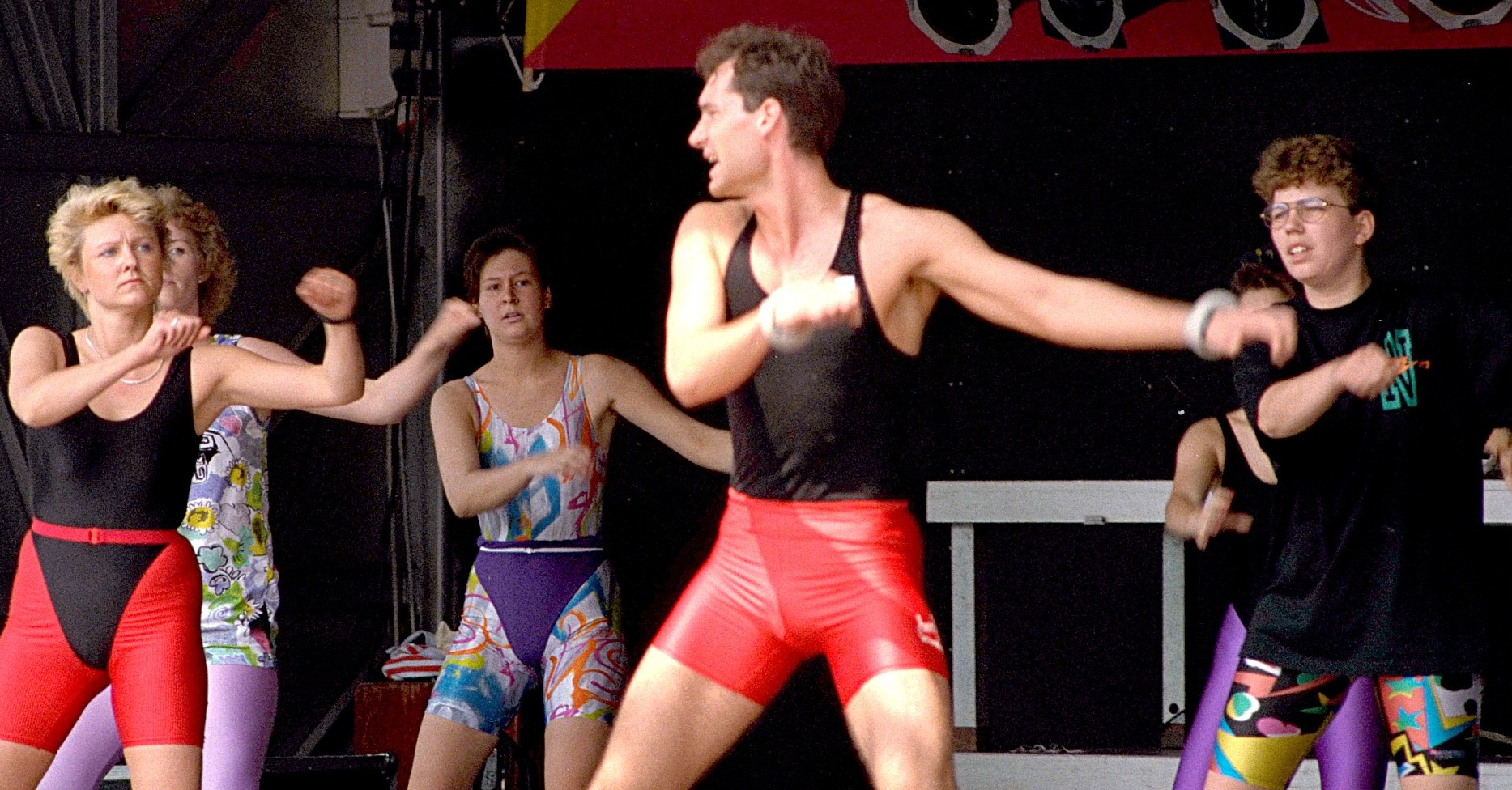
Exibição de ginástica aeróbica

Os exercícios aeróbicos usam grandes grupos musculares, rítmica e continuamente, elevando os batimentos cardíacos e a respiração durante algum tempo. O exercício aeróbico é longo em duração e moderada em intensidade. Dentre algumas das atividades aeróbicas mais comuns estão: andar, correr, pedalar e remar. Aeróbica por definição, significa com ar ou oxigênio.
Além dos benefícios para a queima de substratos (gordura, glicose e em último caso proteína) os exercícios aeróbicos são muito benéficos também para melhorar a saúde de modo geral.

## Características específicas
É uma ginástica composta por exercícios que estimulam a melhora do desempenho cardiovascular através da utilização do uso do oxigênio pelo corpo do indivíduo e permitindo que o coração trabalhe com mais força e com maior frequência.

## Movimentos
A Ginástica Aeróbica (D)esportiva ou Ginástica Aeróbica de Competição (de acrônimos GAD ou GAE) caracteriza-se por ser uma atividade intensa, alegre, com movimentos e expressões corporais diversificados e bem marcados, com um acompanhamento rítmico e musical. Os atletas precisam demonstrar muito dinamismo, força, flexibilidade, coordenação e ritmo sincronizados com o acompanhamento musical. Seus eventos são divididos em cinco: individual feminino e masculino, pares mistos, trios e grupos de cinco.
A GAE é composta por passos básicos e grupos de dificuldade, além das ligações entre os passos. Onde os passos básicos são sete: marcha; jogging (corrida); chutinho; chute alto; polichinelo; elevação de joelho; lunge. Os grupos de dificuldade são quatro: força dinâmica (flexões, cortadas, círculos de pernas); força estática (esquadros, pranchas); saltos (grupado, carpado, tesoura); flexibilidade e equilíbrio (espacatos, pegadas).